# Ambystoma gracile
Ambystoma gracile é uma espécie de anfíbio caudado pertencente à família Ambystomatidae. Pode ser encontrada nos Estados Unidos da América e no Canadá.